# Rodolfo Ávila

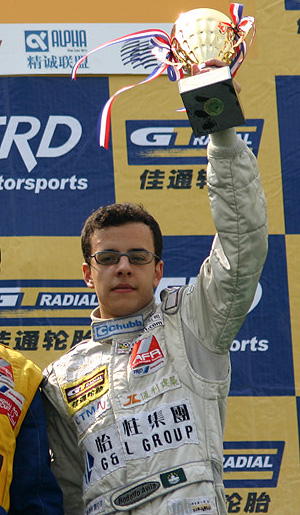
Rodolfo Ávila in 2004.

Rodolfo Ávila (Lissabon, Portugal, 19 februari 1987) is een Macaus autocoureur.

## Carrière
Ávila begon zijn autosportcarrière in het karting, waar hij in 2002 nationaal kampioen werd. In 2003 stapte hij over naar de Aziatische Formule Renault Challenge en werd hier direct kampioen. In 2004 reed hij hier opnieuw en werd hij tweede achter Hideaki Nakao. Dat jaar maakte hij voor Carlin Motorsport ook zijn debuut in de Grand Prix van Macau.
In 2005 maakte hij zijn Formule 3-debuut in het Aziatische Formule 3-kampioenschap, waarin hij met drie podiumplaatsen vijfde werd in de eindstand. Ook dat jaar reed hij opnieuw in de Grand Prix van Macau, die hij als zestiende afsloot.
In 2006 maakte Ávila de overstap naar Europa, waarbij hij debuteerde in de nationale klasse van het Britse Formule 3-kampioenschap voor het team Performance Racing. Hij stond in deze klasse vier keer op het podium, waardoor hij vierde werd in de eindstand. Daarnaast reed hij in één race van het Duitse Formule 3-kampioenschap en nam hij opnieuw deel aan de Grand Prix van Macau.
In 2007 stapte Ávila over naar de International Formula Master, waar hij uitkwam voor Cram Competition. Hij behaalde enkel punten tijdens het raceweekend op de Scandinavian Raceway en werd met 8 punten negentiende in de eindstand. Dat jaar maakte hij voor HBR Motorsport tevens zijn debuut in de Masters of Formula 3, terwijl hij aan het eind van het jaar voor hetzelfde team opnieuw in de Grand Prix van Macau reed.
In 2008 keerde hij terug naar Azië, waar hij direct de Aziatische SuperCar Challenge won. Vanaf 2009 rijdt hij in de Aziatische Porsche Carrera Cup, in zijn debuutjaar voor het Asia Racing Team en sinds 2010 voor Team Jebsen. Vanaf 2009 werd hij achtereenvolgens vierde met 2 overwinningen, vierde, tweede met één zege, derde, opnieuw derde, vierde en zesde. In 2015 maakte hij tevens zijn debuut in zowel de TCR Asia Series voor het Asia Racing Team, waarin hij alle drie de races waarin hij reed wist te winnen en achter Michael Choi tweede werd, als de TCR International Series voor hetzelfde team tijdens zijn thuisrace op het Circuito da Guia, waarin hij de races als twaalfde en vijfde eindigde.